# Notre-Dame du Rocher de France
Pour les articles homonymes, voir Notre-Dame.
Notre-Dame du Rocher de France ou Vierge du Rocher de France (en espagnol Virgen de la Peña de Francia) est le nom donné à la Vierge Marie associée à l'image trouvée le 14 mai de 1434 par le Français Simon Roland (plus tard connu sous le nom de Simón Vela), sur le dessus de la Peña de Francia (commune d'El Cabaco, communauté autonome de Castille-et-León, Espagne).

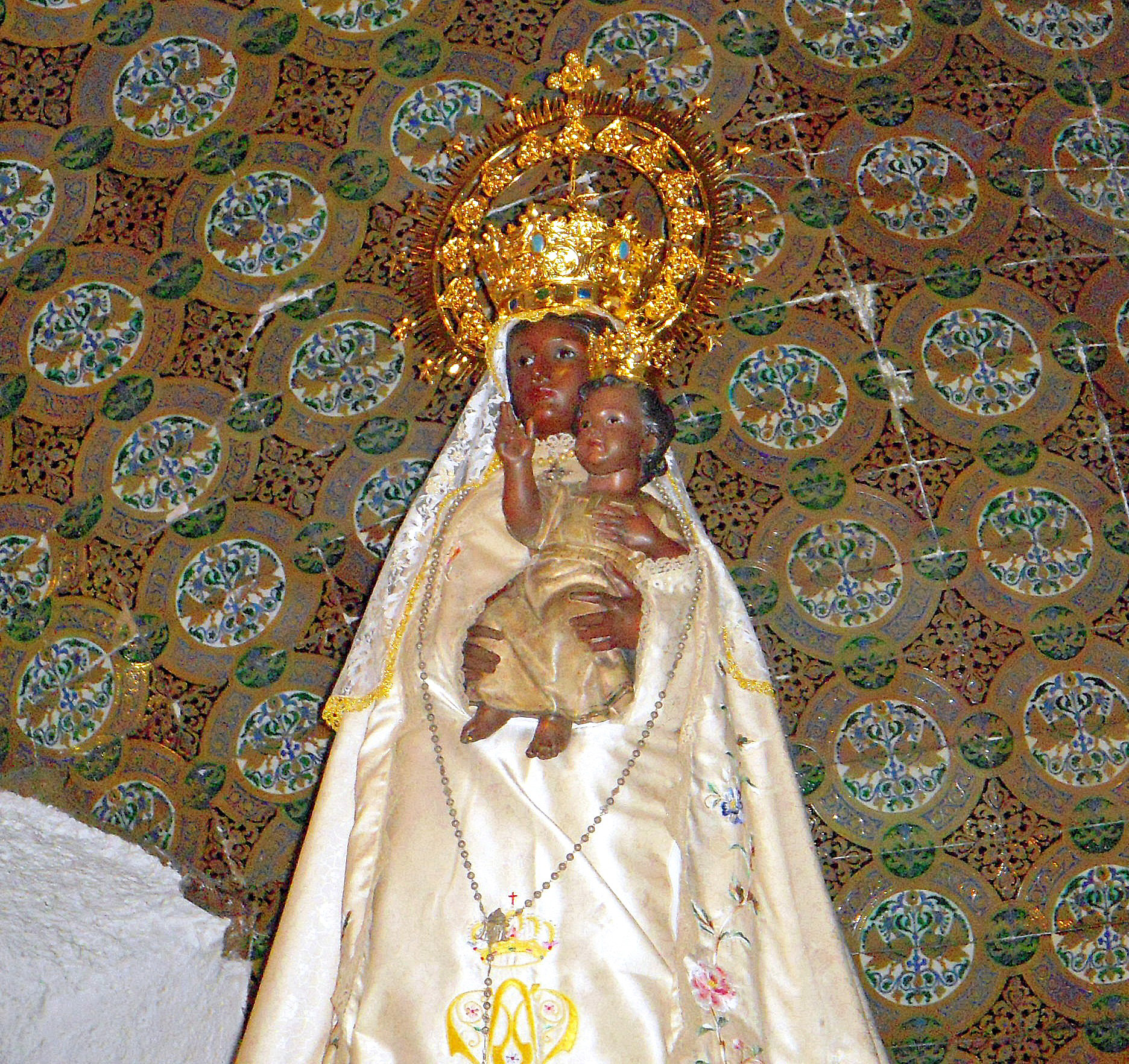
Notre-Dame du Rocher de France.

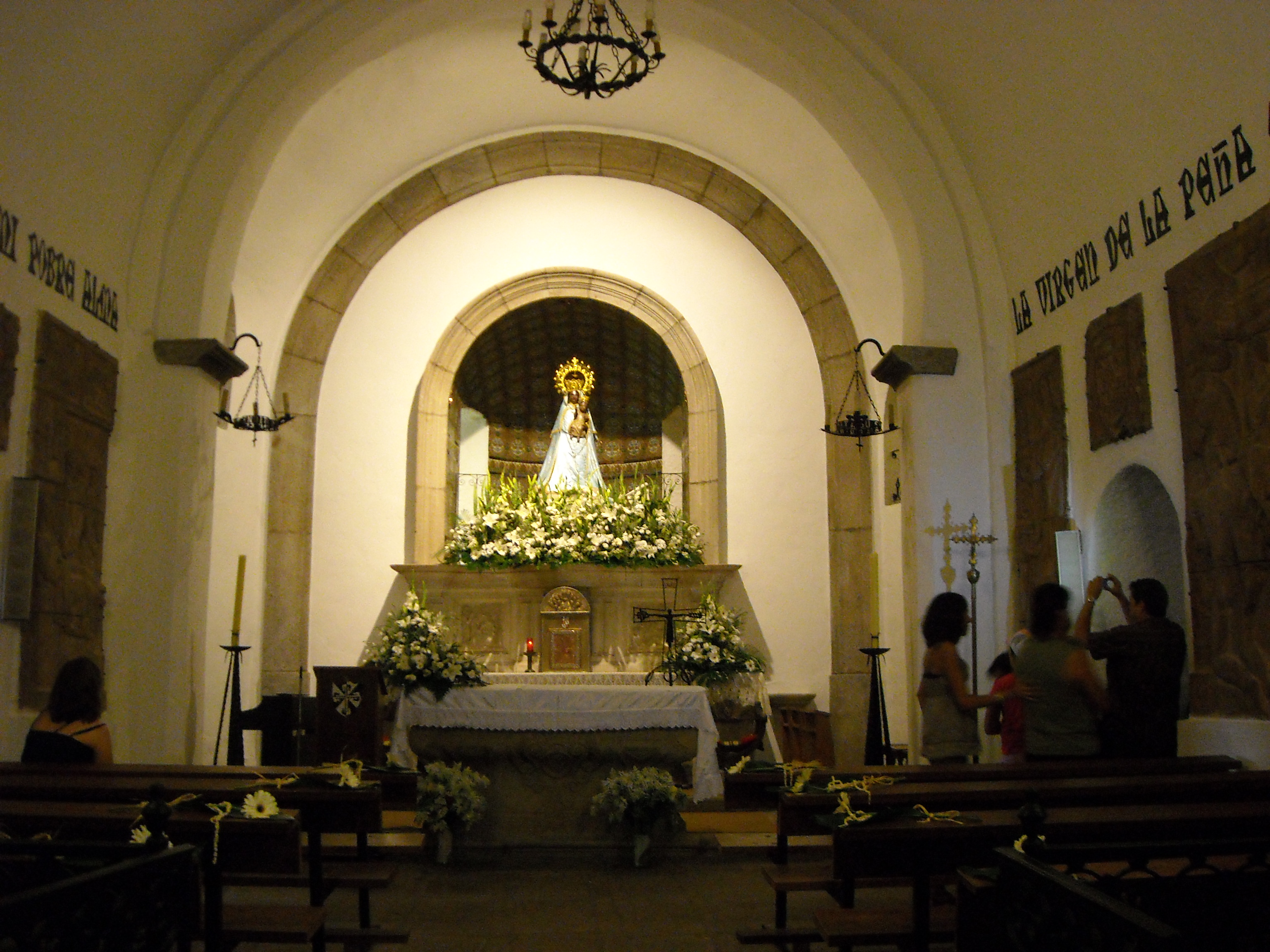
Notre-Dame du Rocher de France dans le sanctuaire de la Peña de Francia.

## Histoire
Selon la légende, le pèlerin français Simon Roland (né l'année 1384 à Paris) était une personne d'une grande dévotion religieuse qui, dans ses rêves, a reçu le message qu'il devrait trouver une reproduction de la Vierge Marie dans le Rocher de France.
Après avoir cherché la sculpture pendant plusieurs années en France, il parcourut le Camino de Santiago et à son retour de Santiago de Compostela fut détourné vers la province de Salamanque.
Dans la ville de Salamanque, il entendit le nom de la Peña de Francia et suivit une route vers San Martín del Castañar, où il reçut des indications concrètes pour escalader la montagne. Au troisième jour de la recherche de la sculpture, il eut une apparition mariale et c'est le 14 mai 1434 qu'il trouve enterré une image romane de la Vierge Marie au sommet de la Peña de Francia. Depuis cet événement, son nom devint Simón Vela et il consacra ses efforts à promouvoir le culte autour de la sculpture trouvée.
Il mourut le 11 mars 1438 et fut enterré à côté de l'autel de la Vierge ; bien que, plus tard, ses restes furent transférés à Sequeros,.
La sculpture de la Vierge a été volée le 17 août 1872 et rendue le 18 décembre 1889, gravement endommagée. En 1890, José Alcoverro a sculpté l'œuvre actuellement vénérée, qui conserve en son intérieur des restes de la précédente sculpture. La sculpture de Notre-Dame du Rocher de France, qui est une Vierge noire, a été couronnée canoniquement le 4 juin 1952 à Salamanque,.
Le Sanctuaire de Notre-Dame du Rocher de France de El Cabaco (Salamanca) est régie par les Dominicains. Pratiquement inaccessible durant l'hiver, il reçoit beaucoup de visiteurs pendant l'été, dont beaucoup de pèlerins chrétiens.
En 1934, pour marquer le cinq-centième anniversaire de la découverte de la sculpture, l'intellectuel catholique et hispaniste français Maurice Legendre a organisé un pèlerinage officiel français au sanctuaire de la Vierge de la Peña de Francia. Legendre est mort le 12 février 1955 et ses restes ont été transférés et enterrés dans la nef de l'église du Sanctuaire de la Peña de Francia le 1er juillet 1956.

## Dévotion populaire
La Vierge du Rocher de France reçoit la dévotion populaire à:
- Ciudad Rodrigo (province de Salamanque, Espagne), où un pèlerinage est organisé chaque année en juin[12],[13].
- La région de Las Hurdes (province de Caceres, Espagne)[14],[15].
- La région de Bicol (Philippines).
- Le Brésil est le pays avec un plus grand nombre de temples dédiés à Notre-Dame du Rocher de France, comme la basilique Notre-Dame du Rocher à Rio de Janeiro.

Notre-Dame du Rocher de France est la sainte patronne de Ciudad Rodrigo, de la province de Salamanque et de la communauté autonome de Castille-et-León; également, elle est considéree comme la protectrice du Portugal et ses anciennes colonies et sainte patronne de Bicol (Philippines) , où elle est connue comme Notre-Dame de Penafrancia ou Our Lady of Peñafrancia. Au Brésil, la Vierge du Rocher de France est la sainte patronne de São Paulo, Resende Costa et Itapira.